# Lemniscate de Booth
Pour les articles homonymes, voir Booth.

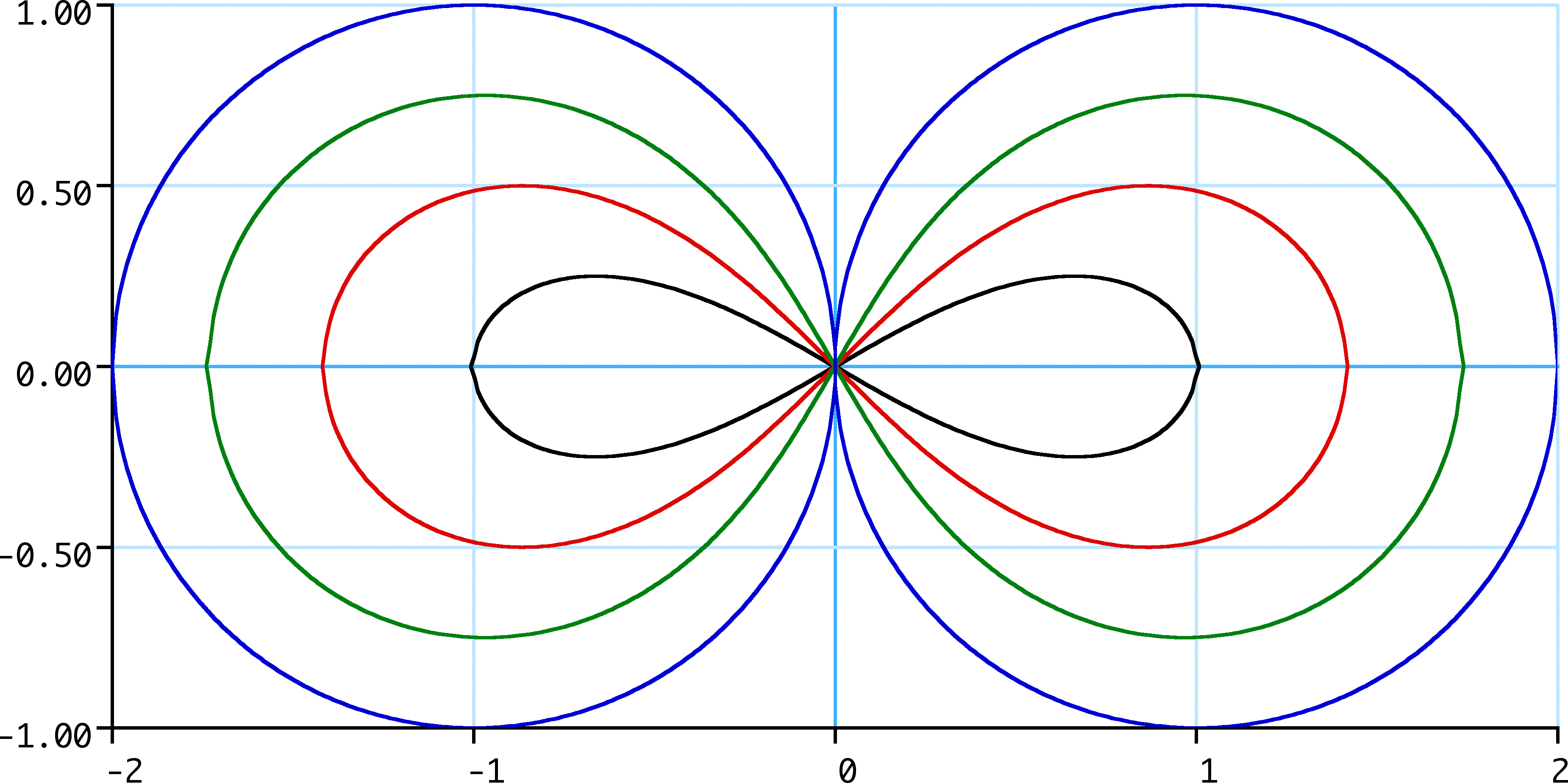
Lemniscates de Booth, pour différentes valeurs de c.
c = 0,25 (noir)
c = 0,5 (rouge)
c = 0,75 (vert)
c = 1 (bleu).

En géométrie algébrique, la lemniscate de Booth (en), aussi appelée courbe de Booth, ovale de Booth ou encore hippopède de Proclus, est une lemniscate du plan euclidien. Elle est généralisée dans l'espace par les surfaces d'élasticité de Fresnel.
Elle est définie comme l'ensemble des points solutions de l'équation :
{\displaystyle \left(x^{2}+y^{2}\right)^{2}+4y^{2}=4c\left(x^{2}+y^{2}\right)}
où x et y sont les coordonnées cartésiennes du point courant, et c un paramètre réel.
- Pour c ≤ 0 la figure est réduite à un unique point coïncidant avec l'origine.
- Pour 0 < c < 1 la courbe est une lemniscate de Booth stricto sensu, courbe en forme de 8.
- Pour c = 1 la courbe est formée de deux cercles tangents (au point origine).
- Pour c > 1 la courbe est une figure fermée, appelée ovale de Booth.

## Note
1. ↑  Le mot hippopède est une transcription du grec ancien ἱπποπέδη  (« entrave de cheval »).